# Messaline (film italien, 1910)
 (juillet 2025).
Pour les articles homonymes, voir Messaline (homonymie).
Ne doit pas être confondu avec Messaline (film, 1910).
Pour plus de détails, voir Fiche technique et Distribution.
Messaline (titre original : Messalina) est un film italien réalisé par Mario Caserini, sorti en 1910. 
Ce film muet en noir et blanc dépeint la vie de l'impératrice romaine Messaline (c. 20 – 48), fameuse par ses débauches.

## Synopsis
Messaline fait enlever et prend pour amant Caius Silius, un noble romain réputé pour sa beauté et son intelligence. L'empereur Claude, apprenant que son épouse veut placer son amant sur le trône, s'assure la fidélité des prétoriens et fait exécuter le couple adultérin.

## Fiche technique
- Titre original : Messalina
- Réalisation : Mario Caserini
- Scénario : Mario Caserini
- Société de production : Società Italiana Cines
- Société de distribution : Società Italiana Cines
- Pays d'origine :  Royaume d'Italie
- Langue : italien
- Format : Noir et blanc – 1,33:1 – 35 mm – Muet
- Genre : film historique, drame
- Longueur de pellicule : 342 m
- Durée : 12 minutes
- Année : 1910
- Dates de sortie :
  -  Royaume d'Italie : septembre 1910
  -  France : septembre 1910
  -  Royaume-Uni : 28 septembre 1910
  -  Royaume d'Espagne : octobre 1910
- Autres titres connus :
  -  Royaume-Uni : The Love of an Empress
  -  Royaume d'Espagne : Mesalina

## Distribution
- Maria Caserini : Messaline (Messalina)
- Amleto Novelli : Caius Silius (Gaio Silio)
- Aldo Sinimberghi : Sepeos